# Колібрі-якобін чорний
Колібрі-якобін чорний (Florisuga fusca) — вид птахів родини колібрієвих.
Мешкає в атлантичному лісі східної Бразилії, Уругваю, східного Парагваю і північно-східної Аргентини. 
Дорослі птахи переважно чорні, із зеленуватою спиною та криючим крил і хвоста. Часто у хвості є білі плями. Молоді птахи мають характерні руді плями в районі щок.